# Bivalve (Maryland)
Bivalve es un lugar designado por el censo ubicado en el condado de Wicomico en el estado estadounidense de Maryland. En el Censo de 2010 tenía una población de 201 habitantes y una densidad poblacional de 57,53 personas por km².

## Geografía
Bivalve se encuentra ubicado en las coordenadas 38°18′26″N 75°52′40″O / 38.30722, -75.87778. Según la Oficina del Censo de los Estados Unidos, Bivalve tiene una superficie total de 3.49 km², de la cual 3.4 km² corresponden a tierra firme y (2.74%) 0.1 km² es agua.

## Demografía
Según el censo de 2010, había 201 personas residiendo en Bivalve. La densidad de población era de 57,53 hab./km². De los 201 habitantes, Bivalve estaba compuesto por el 78.61% blancos, el 13.43% eran afroamericanos, el 0.5% eran amerindios, el 0% eran asiáticos, el 0% eran isleños del Pacífico, el 0% eran de otras razas y el 7.46% pertenecían a dos o más razas. Del total de la población el 3.48% eran hispanos o latinos de cualquier raza.